# Adam Rothenberg
Adam Rothenberg (Tenafly, 20 giugno 1975) è un attore statunitense.

## Biografia
Nato nel New Jersey da Gillian e Kenneth Rothenberg, Adam ha origini ebraiche da parte di padre e ha sei fratelli. In un'intervista del 2008 con la rivista People, Rothenberg ha parlato dei lavori svolti prima di diventare un attore a tempo pieno: "Ho fatto il netturbino e il verificatore di notizie per Mademoiselle. Il lavoro peggiore è stato come guardia di sicurezza: turni orrendi di 12 ore davanti a un ascensore".
Secondo la rubrica Fatti Veloci di TV Guide, l'attore si è formato nell'Acting Studio, Inc. di New York, dove ha interpretato diversi ruoli con la Compagnia & Laboratorio Chelsea Repertory. A partire dal 1996 ha servito nell'esercito per due anni, stanziato in Germania. Il quotidiano Chicago Tribune ha discusso l'esperienza di Rothenberg nell'esercito, descrivendolo come "uno che si è ritirato dalla scuola per unirsi all'esercito e servire nell'unità antiaerea in Germania", sottolineando come la sua esperienza lo abbia aiutato nella caratterizzazione del personaggio di Stanley in Un tram che si chiama Desiderio (2004).
A New York l'attore ha recitato in diverse produzioni off-Broadway, tra le quali un revival di Danny and the Deep Blue Sea (2004) di Second Stage nel ruolo del protagonista e l'acclamato Birdy di The Women's Project (2003). Nel 2006 ha interpretato il cantastorie scozzese Chimney Bosch in The Wooden Breeks dello MCC Theater, diretto da Trip Cullman. Fuori da New York, Rothenberg ha affiancato Patricia Clarkson nel ruolo di Stanley Kowalski in Un tram che si chiama Desiderio, messo in scena durante il Festival Tennessee Williams al Kennedy Center (2004).
Nel 2003 ha dato vita al personaggio di Doug in Mother of Invention di Alexandra Gersten-Vassilaros, diretto da Nicholas Martin, mentre al Williamstown Theatre Festival del 2005 ha interpretato Lord Darlington in Il ventaglio di Lady Windermere, diretto da Moises Kaufman. Più di recente, nel 2011, ha interpretato Krogstad in Casa di bambola, mentre nello stesso anno ha recitato nella produzione Burn This del Mark Taper Forum. Altre apparizioni teatrali includono Finder's Fee (Fringe Festival di Edimburgo), A Steady Rain, The Center of Gravity, Mad Forest, I'm Really Here e Almost Like Being.
Per quanto riguarda la carriera televisiva, Adam Rothenberg ha interpretato uno dei protagonisti nella serie pilota di Fox Damages, che tuttavia non è mai stata trasmessa. Similmente, avrebbe dovuto essere uno dei protagonisti nella commedia di mezz'ora Misconceptions, mai andata in onda. Nel 2008, tuttavia, ha interpretato un ruolo ricorrente nella serie televisiva The Ex List (13 episodi). Dal 2012 al 2016 è stato uno dei protagonisti di Ripper Street.

## Filmografia

### Cinema
- 3 donne al verde (Mad Money), regia di Callie Khouri (2008)
- Tennessee, regia di Aaron Woodley (2008)
- Un uomo d'affari (Under New Management), regia di Joe Otting (2009)
- The Dish and the Spoon, regia di Alison Bagnall (2011)
- C'era una volta a New York (The Immigrant), regia di James Gray (2013)
- The Mauritanian, regia di Kevin Macdonald (2021)

### Televisione
- Hack - serie TV, episodio 2x09 (2003)
- The Jury - serie TV, episodio 1x01 (2004)
- Conviction - Sex & Law - serie TV, 2 episodi (2006)
- Misconceptions - serie TV, 7 episodi (2006)
- Damages - film TV, regia di Jonathan Lisco (2006)
- Law & Order - I due volti della giustizia (Law & Order) - serie TV, episodio 18x12 (2008)
- The Ex List - serie TV, 13 episodi (2008-2009)
- Dr. House - Medical Division (House, M.D.) - serie TV, episodio 6x14 (2010)
- Law & Order: Criminal Intent - serie TV, episodio 9x13 (2010)
- Person of Interest - serie TV, episodio 1x04 (2011)
- Alcatraz - serie TV, episodio 1x09 (2012)
- Elementary - serie TV, episodio 1x07 (2012)
- Ripper Street - serie TV, 36 episodi (2012-2016)
- The Divide - serie TV, 7 episodi (2014)
- Dietland - serie TV, 10 episodi (2018)
- Castle Rock - serie TV, 8 episodi (2018)
- Orange Is the New Black - serie TV, episodio 7x07 (2019)
- The Serpent - serie TV, 4 episodi (2021)
- Ozark - serie TV, 6 episodi (2022)

## Doppiatori italiani
Nelle versioni in italiano delle opere in cui ha recitato, Adam Rothenberg è stato doppiato da:
- Christian Iansante in Dietland
- Francesco Bulckaen in Alcatraz
- Francesco Prando in Ozark
- Gianluca Crisafi in 3 donne al verde
- Giuseppe Calvetti in The Mauritanian
- Marco Vivio in The Ex List
- Mauro Gravina in Dr. House - Medical Division
- Niseem Onorato in Ripper Street
- Paolo Sesana in Law & Order: Criminal Intent
- Pierluigi Astore in Elementary
- Stefano Alessandroni in The Serpent
- Roberto Pedicini in Rivals